# جورجي غونغادزه
كان جورجي روسلانوفيتش غونغادزه (21 مايو 1969- 17 سبتمبر 2000) صحفيًا جورجيًا أوكرانيًا ومخرج أفلام خُطف وقُتل عام 2000 قرب كييف. أسس الصحيفة الإلكترونية أوكرانيسكا برافدا رفقة أولينا بريتولا في عام 2000.
صارت ظروف وفاته فضيحة وطنية ونقطة تركيز للمتظاهرين ضد رئيس أوكرانيا آنذاك ليونيد كوتشما. في فضيحة الكاسيت، أُطلقت تسجيلات صوتية يُسمع فيها كوتشما وفولوديمير ليتفين وغيرهما من المسؤولين الإداريين رفيعي المستوى يناقشون الحاجة إلى إسكات غونغادزه بسبب تقاريره الإخبارية على الإنترنت حول الفساد عالي المستوى. توفي وزير الداخلية السابق يوري كرافتشينكو بعيارين ناريين في الرأس يوم 4 مايو 2005، قبل ساعات فقط من تقديمه شهادته في القضية. كان كرافتشينكو رئيس رجال الشرطة الأربعة الذين اتُهموا بمقتل غونغادزه بعد وقت قصير من مقتل كرافتشينكو. وشككت تقارير إعلامية في الحكم الرسمي بالانتحار.
أُلقي القبض على ثلاثة مسؤولين سابقين في إدارة المراقبة الخارجية ووحدة الاستخبارات الجنائية بوزارة الداخلية الأوكرانية (فاليري كوستينكو وميكولا بروتاسوف وأوليكساندر بوبوفيتش) اتُهموا بقتله في مارس 2005، واعتُقل رابع (أوليسكي بوكاتش، الرئيس السابق للوحدة) في يوليو 2009. حكمت محكمة في أوكرانيا على بروتاسوف ب13 سنة وكوستينكو وبوبوفيتش ب12 سنة في مارس 2008 (بدأت المحاكمة في 2006) بتهمة القتل. تعتقد عائلة غونغادزه بأن المحاكمة قد فشلت بمحاسبة العقول المدبرة لعملية القتل. لم يُتهم أحد بعد بإعطاء الأمر بقتل غونغادزه.

## نشأته وحياته المهنية
وُلد في تبليسي، وكانت آنذاك عاصمة جمهورية جورجيا الاشتراكية السوفييتية من الاتحاد السوفييتي، وكان غونغادزه ابن روسلان غونغادزه، وهو مهندس معماري جورجي، وأوليسيا كورتشاك، طبيبة أسنان أوكرانية من سكان لفيف. التقى والداه في لفيف، حيث درسا في الجامعة وتزوجا أخيرًا. في 1967، انتقلت عائلة غونغادزه إلى تبليسي. وُلد جورجي في توأم، لكن أخاه اختُطف من المستشفى بُعيد ولادته. عندما كان غونغادزه في السادسة، تطلق والداه. تزوج والده مرة ثانية وأنجب ابنًا آخر من زوجته الثانية. لم تتزوج والدته، وظلت تعيش وتعمل في تبليسي حتى 1994.
في سنواته المدرسية، كان غونغادزه رياضيًا متفوقًا، وكان عضوًا في الفريق الأولمبي السوفييتي الاحتياطي لسباق مئة المتر والمئتين. بالإضافة إلى لغته الأم الأوكرانية، تعلم الروسية والجورجية والإنجليزية. في 1986، تسجيل بمعهد اللغات الأجنبية في تبليسي وتخصص بالإنجليزية، لكن في 1987 جُند في حرس الحدود السوفييتي، وخدم في تركمانستان على حدود إيران. قالت والدته إنها اضطرت إلى دفع المال لتجنب إرساله إلى أفغانستان ليحارب في الحرب السوفييتية الأفغانية.

## تفكك الاتحاد السوفييتي
في ذلك الوقت تقريبًا، بدأ الزعيم السوفييتي ميخائيل غورباتشوف بإصلاحاته في بيريسترويكا وغلاسنوست. سرعت الإصلاحات من تفكك الاتحاد السوفييتي. في محاولة لإبقاء الدولة السوفييتية، نشأت عدة اشتباكات مسلحة ومدنية في الاتحاد السوفييتي، ومن بينها مأساة التاسع من أبريل التي قتلت فيها القوات السوفييتية 21 مدنيًا أعزلًا. أدى ذلك إلى تطرف العديد من الجورجيين، بما فيهم غونغادزه.
في مايو 1989، سُرح غونغادزه من حرس الحدود. انضم ووالده إلى الحركة الوطنية «من أجل جورجيا حرة»، وصار جورجي ناطقها الرسمي، في حين صار روسلان القائد. في 1989 و1990، سافر جورجي إلى دول البلطيق وأوكرانيا في محاولة لحشد دعم أجنبي لاستقلال جورجيا عن الاتحاد السوفييتي. في جزء من الجولة، بسبتمبر 1989، حضر أول مؤتمر للحركة الشعبية الأوكرانية في كييف، حيث مثل حركة من أجل جورجيا حرة.
حضر غونغادزه أيضًا تشيرفوزا روتا، وهو أول مهرجان موسيقى وشباب غير شيوعي أُقيم في سبتمبر 1989 بتشيرنوفتسي. في المهرجان، التقى ماريانا ستيتسكو، التي تزوجها في 1990 واستقرا في لفيف، حيث وجد وظيفة بصفة أستاذ لغة إنجليزية وتربية رياضية. في أثناء عمله، درس غونغادزه أيضًا في كلية اللغات الرومانية الجرمانية بجامعة لفيف. في 24 أغسطس 1991، عقب إعلان استقلال أوكرانيا، أعلن المجلس الأعلى الأوكراني أن جميع سكان جمهورية أوكرانيا الاشتراكية السوفييتية يُعتبرون مواطنين أوكرانيين.

## القتال في جورجيا (1991- 1992)
في 1991، أعلن رئيس جورجيا الأول، زفياد جامساخورديا، عدة من حلفائه السابقين «أعداء للشعب»، ومن بينهم روسلان غونغادزه. اضطُر روسلان إلى الاختباء في قبو بناء مجاور للبرلمان في تبليسي. في ديسمبر 1991، اندلعت حرب أهلية عندما فتحت قوات حكومية النار على محتجين ضد جامساخورديا في تبليسي، بينما ردت ميليشا سلحتها الأحزاب المعارضة الهجوم. في نهاية 1991، أثناء الحرب الجارية، عاد جورجي غونغادزه إلى والدته في تبليسي. قاد فريقًا من الخدمات الطبية الطارئة التي نقلت الجرحى إلى المستشفى حتى فتح القناصون النار عليهم. في 14 يناير 1992، فر جامساخورديا من تبليسي وانتهى الصراع. استولت المعارضة على السلطة، وانُتخب إدوارد شيفرادنادزه رئيسًا، وهو وزير الخارجية السوفييتي السابق والقائد الشيوعي لجورجيا السوفييتية. في 15 يناير 1992، عاد غونغادزه إلى لفيف، ليكتشف أن زوجته قد هجرته.

## حياته في أوكرانيا (1992- 1993)
في 1992، أسس غونغادزه جمعية ثقافة جورجية في لفيف، سُميت تيمنًا بأسرة باغراتيوني، التي لعبت دور مركز معلوماتي. في أثناء تسجيل المنظمة في المكاتب الحكومية، التقى غونغادزه بميروسلافا بيتريشين، زوجته الثانية. كتب الاثنان مقالة بعنوان «مأساة القادة» عن الحرب الأهلية الجورجية، والتي نُشرت في صحيفة بوست بوستأب في لفيف عام 1992. لاحقًا في 1992، عاد غونغادزه إلى تبليسي ثانية ليزور والدته، التي ظلت تعمل ممرضة في مشفى. في ذلك الوقت، خطط لترك النشاط السياسي وإنشاء عمل تجاري. لكنه وبعد أن حادث عدة أشخاص، غير رأيه، في حين شجعته والدته على الكتابة عن ضحايا الحرب الأهلية الجورجية. تلقى غونغادزه كاميرا من والدته، وصور وثائقيًا عن الحرب الأهلية الجورجية بعنوان ألم بلادي. في فبراير 1993، عُرض الفيلم على قناة يو تي-3 الأوكرانية.
في 1992، أعلنت أبخازيا وأوسيتيا الجنوبية استقلالهما عن جورجيا، واتهمت جورجيا روسيا بتأجيج شرارة الصراعات في هاتين المنطقتين. سرعان ما اندلعت صراعات جديدة. تطوع غونغادزه للقتال في أبخازيا، لكن السلطات الحكومية رفضت إدخاله الخدمة العسكرية لأنه ابن روسلان غونغادزه وبسبب دوره في الترويج للقضايا الجورجية في أوكرانيا.
عاد غونغادزه إلى لفيف ليؤدي «مهمته الدبلوماسية» في الدعم النشط لجورجيا في النزاعات العرقية. بأي حال، تمكن من إيجاد مجموعة صغيرة من الداعمين المستعدين للقتال في جورجيا، من الجمعية الوطنية الأوكرانية – الدفاع الشعبي الأوكراني اليمينية المتطرفة. تكررت زيارة غونغادزه لتجمعات يو إن أيه- يو إن إس أو في محاولة لإيجاد أوكرانيين مستعدين للقتال. توافقت يو إن أيه- يو إن إس أو، بهدفها المعلن ذاتيًا المتجسد في «نفي الشيوعيين والمجرمين من أوكرانيا وكسر التوسعية الروسية»، مع أهداف الوطنيين الجورجيين الذين يقاتلون الانفصاليين الذين تدعمهم روسيا في أبخازيا وأوسيتيا الجنوبية. في يوليو 1993، وصلت كتيبة «آرغو» التابعة ليو إن أيه- يو إن إس أو، بقيادة ديميترو كورتشينسكي إلى تبليسي، وكانت جاهزة للقتال في أبخازيا.